# Drepanoneura letitia
Drepanoneura letitia is een libellensoort uit de familie van de Protoneuridae, onderorde juffers (Zygoptera).
De wetenschappelijke naam van de soort is voor het eerst geldig gepubliceerd in 1992 door Donnelly.